# Pelopeia (Iolkos)
Pelopeia (altgriechisch Πελόπεια Pelópeia) ist in der griechischen Mythologie eine Tochter des Pelias, des Königs von Iolkos, und seiner Gattin Anaxibia.
Sie hat die Geschwister Akastos, Hippothoe, Peisidike, und Alkestis. Von Ares ist sie Mutter des Kyknos.